# 세모산부추
세모산부추는 부추속의 식물이다. 과거에는 한라부추의 변종으로 여겨졌으나, 산부추의 변종이다.